# Blangy-Tronville
Blangy-Tronville är en kommun i departementet Somme i regionen Hauts-de-France i norra Frankrike. Kommunen ligger i kantonen Boves som tillhör arrondissementet Amiens. År 2022 hade Blangy-Tronville 623 invånare.

## Befolkningsutveckling
Antalet invånare i kommunen Blangy-Tronville
| Referens: INSEE |